# Московская соборная мечеть
Московская соборная мечеть — главная джума-мечеть Москвы, одна из крупнейших и высочайших мечетей в России и наиболее вместительная в Европе. Первое здание мечети построено в 1904 году, в 2011 году оно было снесено для строительства нового, открытие которого состоялось 23 сентября 2015 года. Мечеть расположена в Мещанском районе в Выползовом переулке у улицы Дурова и Олимпийского проспекта рядом со спортивным комплексом «Олимпийский» и станцией метро «Проспект Мира».
С 1996 года на территории Московской соборной мечети в отдельном здании располагаются Совет муфтиев России и резиденция муфтия Равиля Гайнутдина.

## История

### Первоначальная мечеть
В декабре 1902 года купец Хабибулла Акбулатов и мещанин Сабирзян Бакиров передали принадлежащий им участок земли в Выползовом переулке в пользу Оренбургского магометанского духовного собрания (ОМДС). В мае 1904-го ОМДС было подано прошение о строительстве молельного дома для мусульман. В июне того же года был утверждëн проект архитектора Николая Жукова. Строительство, ставшее возможным благодаря помощи татарского купца Салиха Ерзина, завершилось к концу 1904 года. В память о меценате на фасаде мечети в 1999 году установлена мемориальная доска.
В 1913 году община получила разрешение на строительство жилого дома во дворе мечети. Помимо квартир в доме располагалось религиозное училище, после революции 1917 года ставшее светской татарской школой.
В советский период мечеть не закрывалась и даже стала единственной действующей мечетью на территории Центральной России после 1936 года, когда была закрыта первая московская мечеть. В том же году получила статус Соборной.
Во время Великой Отечественной войны московские мусульмане собрали средства на танковую колонну для Красной армии, за что в 1944 году на имя имама Халила Насретдинова была отправлена телеграмма с благодарностью от Иосифа Сталина.
В 1950—1970-х годах молельный дом посещали руководители афро-азиатских государств, лидеры национально-освободительных движений и парламентские делегации.
Перед московской Летней Олимпиадой 1980 года над мечетью, находящейся рядом со строящимся спортивным комплексом «Олимпийский», нависла угроза сноса. Мечеть спасли московские религиозные деятели и послы арабских стран.
В 1994 году по инициативе муфтия Равиля Гайнутдина на территории мечети был создан Московский высший исламский духовный колледж, а в 1995-м — Московский исламский университет.

### Глобальная перестройка

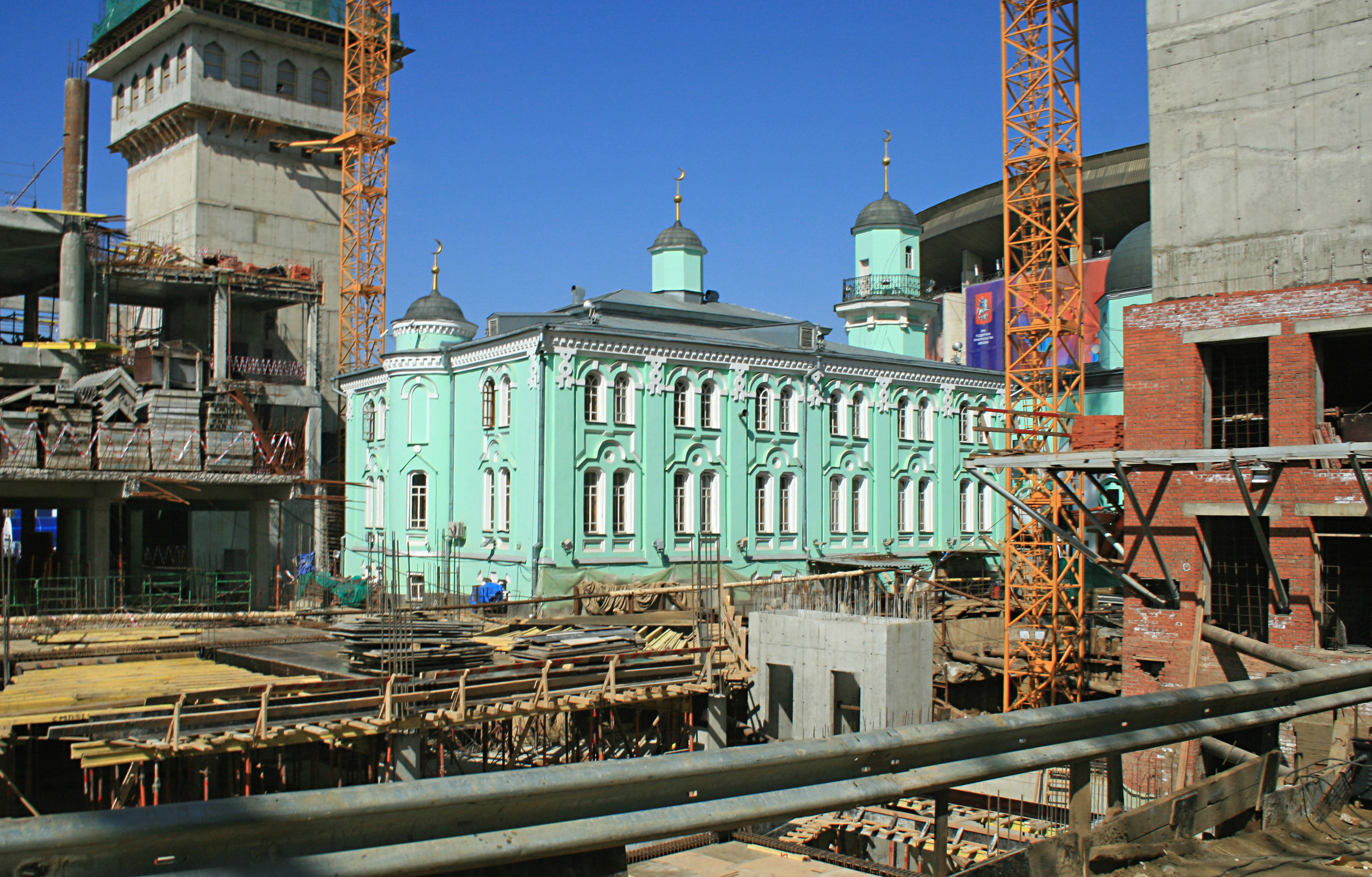
Этап строительства нового здания мечети, 2009 год

В 2005 году Духовное управление мусульман Российской Федерации (ДУМ РФ) инициировало крупномасштабную реконструкцию мечети. 7 сентября того же года Равиль Гайнутдин заявил, что здание 1904 года не будет снесено, а будет реконструировано. Вскоре произошла закладка первого камня в основание нового комплекса Соборной мечети. План реконструкции был поддержан правительством Москвы.
Автором проекта выступил архитектор Ильяс Тажиев. Главным художником мечети стал член-корреспондент Российской академии художеств Фиринат Халиков. Финансирование проектирования и строительства было возложено на ДУМ РФ; спонсировали реконструкцию в основном предприниматель Сулейман Керимов, а также правительства Турции и Казахстана.
30 июня 2008 года президиум Историко-культурного экспертного совета при Москомнаследии решил причислить мечеть к объектам культурного наследия. Однако в 2009-м это решение отменили, а мечеть запланировали разобрать. Причиной отмены решения называлась неточная ориентация мечети на Мекку. Централизованные исламские организации России выразили несогласие с планами разбора мечети. Под открытым письмом мэру Москвы Сергею Собянину поставили подписи глава Центрального духовного управления мусульман (ЦДУМ) России муфтий Талгат Таджуддин, первый зампред ЦДУМ, муфтий Москвы и Центрального региона России Альбир Крганов, председатель Исламского объединенного центра мусульманских организаций России Шавкат Авясов, лидеры Российской ассоциации исламского согласия. Среди несогласных со сносом здания был также Ильяс Тажиев.
В апреле 2010 года авторы проекта реконструкции и строительства Московской соборной мечети архитекторы Ильяс Тажиев и Алексей Колентеев обратились за адвокатской помощью в связи с нарушением договора заказчиком, инвестором и пользователем данного объекта ДУМ РФ.
11 сентября 2011 года старое здание мечети было снесено. В Совете муфтиев России заявили, что причиной поспешного сноса старого здания стало разрушение одной из стен.
Открытие перестроенной мечети состоялось 23 сентября 2015 года. На церемонии присутствовали президенты России Владимир Путин, Турции Реджеп Эрдоган, Палестины Махмуд Аббас, а также делегации из Азербайджана, Иордании, Ирана, Казахстана, Катара, Кувейта, Кыргызстана, Саудовской Аравии, Таджикистана, Туркменистана, Узбекистана, главы российских мусульманских регионов Рустам Минниханов, Рамзан Кадыров, Рамазан Абдулатипов, Юнус-бек Евкуров, представители христианских религиозных организаций — митрополит Иларион, католический архиепископ Паоло Пецци, епископ РОСХВЕ Сергей Ряховский. В память о торжественном событии на мечети установлена мемориальная доска.

## Описание новой мечети

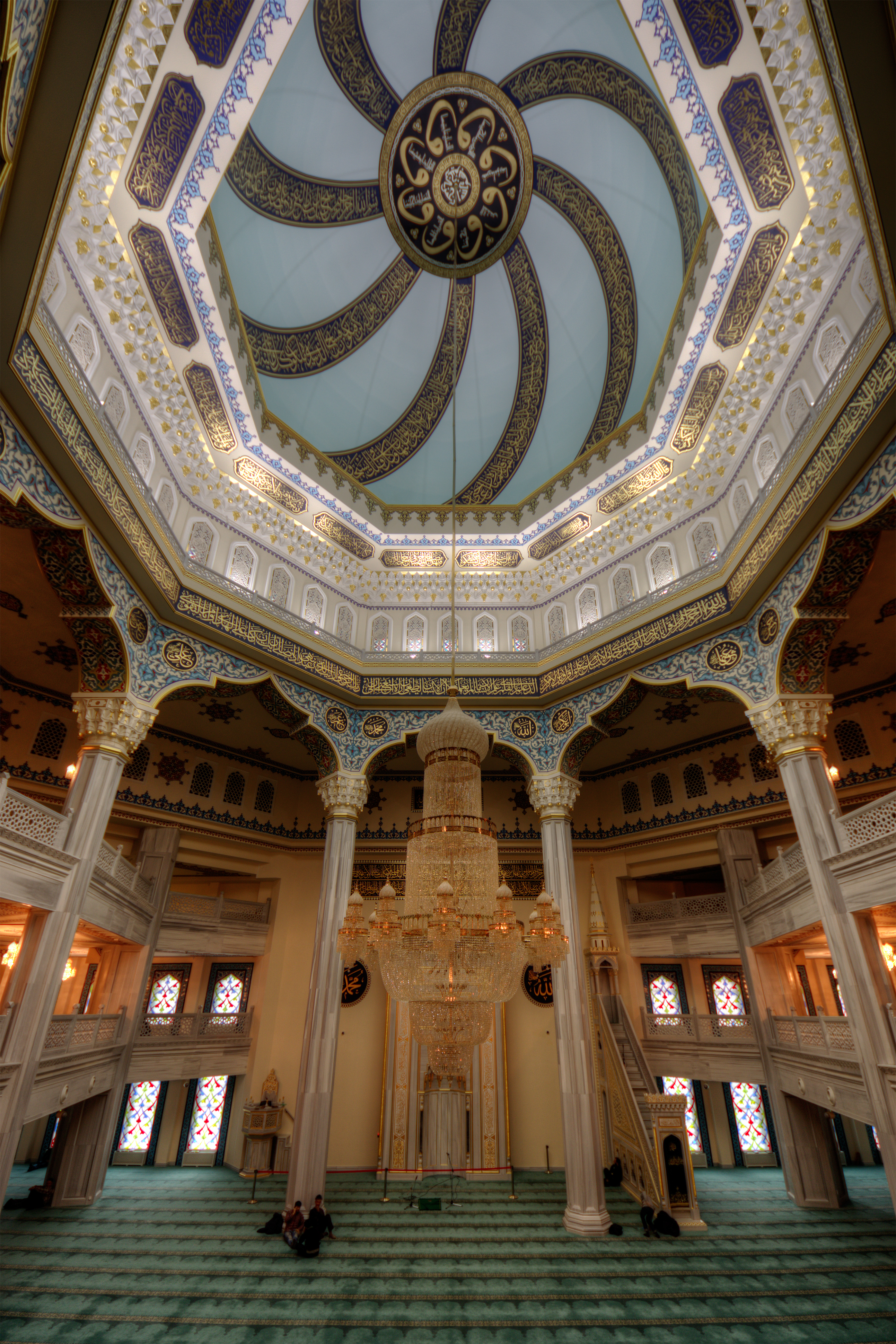
Центральный зал с куполом, 2016 год

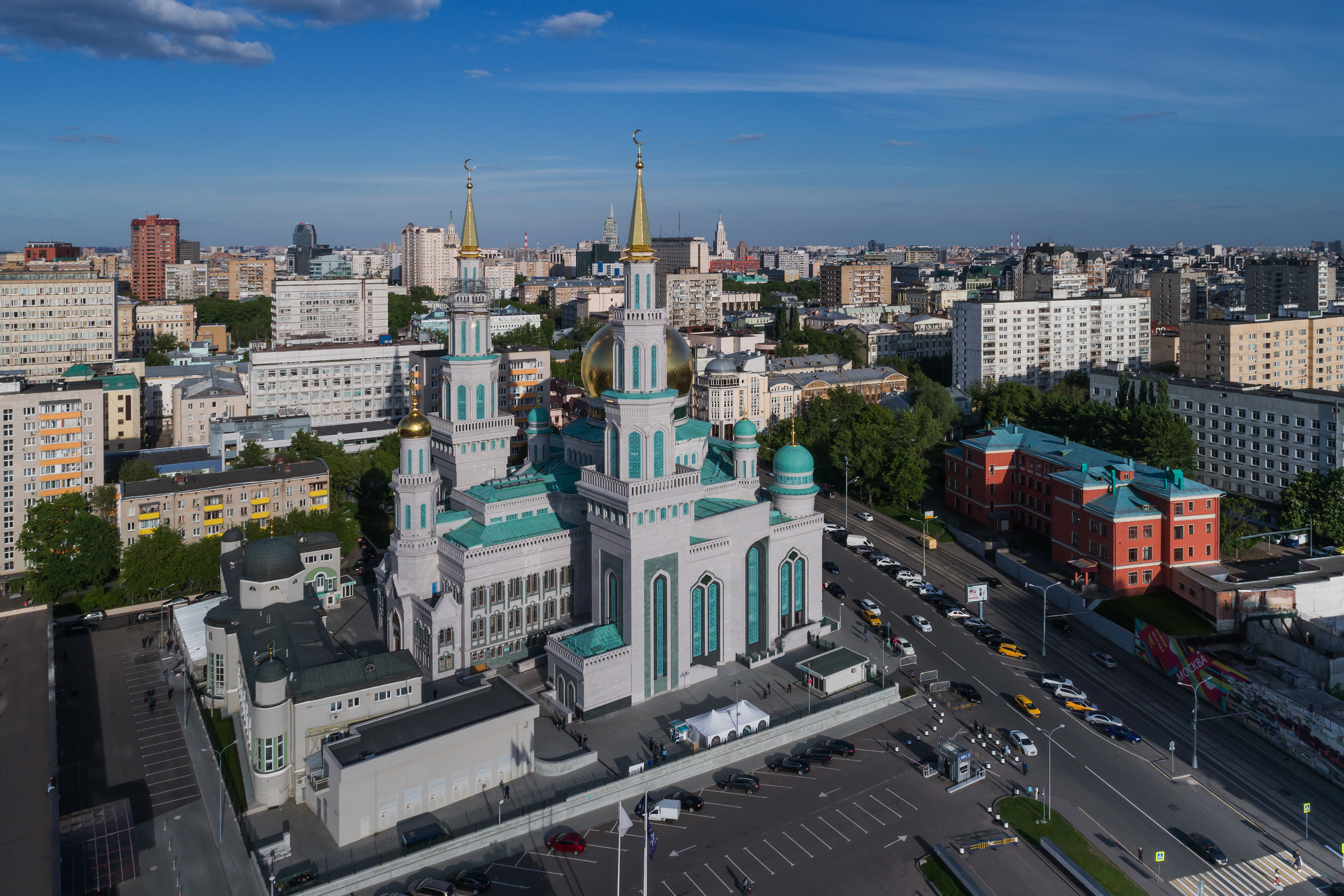
Вид мечети с воздуха, 2017 год

Новая мечеть представляет собой шестиэтажное основное здание в неовизантийском стиле, сочетающее мотивы традиционной московской и казанской архитектуры, с несколькими разноразмерными минаретами, башенками и куполами. Один из инициаторов строительства новой мечети Равиль Гайнутдин так характеризовал архитектурный замысел:
Своим обликом она не должна копировать архитектурные формы других стран, а основываться на отечественных традициях.Равиль Гайнутдин

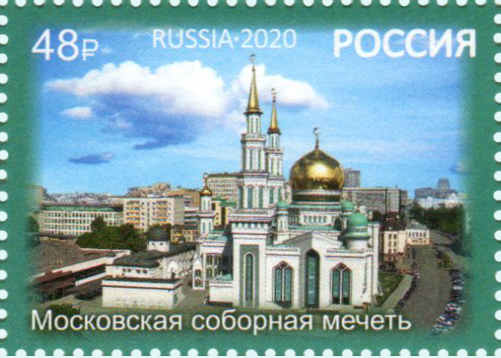
Почтовая марка 2020 год. Московская соборная мечеть.

Высота покрытого сусальным золотом главного купола составляет 46 метров, диаметр — 27 метров. Два главных минарета имеют высоту по 78 метров (по другим данным 72 метра), что делает мечеть самой высокой в России, наряду со строящейся уфимской мечетью Салавата Юлаева. Их форма символизирует многовековую дружбу российских народов: минареты похожи одновременно и на башни Московского Кремля, и на башню Сююмбике Казанского Кремля. Малый минарет расположен над исторической частью комплекса, его венчает полумесяц, сохранившийся от старого здания. Крыша и башенки окрашены в голубовато-зелёный цвет, как и у первой Московской мечети. На золочение купола и минаретов было использовано 12 килограммов сусального золота — таким образом проектировщики сделали отсылку к образу Москвы златоглавой.
Общая площадь сооружения — 18 900 м². До реконструкции площадь мечети равнялась 964 м². Вместимость может достигать 10 000 молящихся.
Для богослужения предназначены три из шести этажей. Главный молельный зал находится на третьем этаже. Малый молельный зал, расположенный в левом крыле, повторяет облик и использует материалы старой мечети. Женский молельный зал находится на самом верхнем уровне и имеет отдельный вход. Первый этаж отдан под технические помещения, там же расположены зал для омовения и гардероб, на втором этаже находится конференц-зал с кабинами для синхронного перевода и Музей ислама. В здании установлены семь лифтов, что делает мечеть доступной для людей с ограниченными возможностями, на этажах находятся экраны для видеотрансляции молитв.
В основание мечети для укрепления конструкций была вбита 131 свая, поскольку рядом находится метро и под зданием протекает подземная река Напрудная. Стены старой мечети были разобраны и сложены заново из современных материалов, таким образом старое здание было вписано в новый комплекс. Для отделки здания использовался канадский мрамор, способный выдержать перепады температур. Во внутреннем оформлении мечети использованы традиционные татарские орнаменты. Стены, потолки и купол изнутри расписаны аятами из Корана.
Правительство Турции передало в дар парадные резные двери, люстру для главного зала и молельные коврики. Турецкие мастера участвовали в росписи стен мечети. Для освещения использовано около 320 различных настенных и потолочных светильников. В центральном зале под куполом находится полуторатонная хрустальная люстра, также подаренная правительством Турции.
В мечети проводятся индивидуальные и групповые экскурсии. 7 октября 2015 года на хранение в мечеть был доставлен волос пророка Мухаммеда. Посмотреть на волос пришло около 5 тысяч человек.

## Известные имамы мечети
- Бедретдин Алимов (первый имам мечети[50][51]) — с 1904 по 1912 год
- Сафа Алимов — с 1912 по 1921 год
- Абдулвадуд Фаттахетдинов — с 1922 по 1928 год[8]
- Исмаил Муштари — с 1954 по 1956 год[52]
- Халил Насретдинов — с 1936 по 1953 год
- Ахметзян Мустафин — с 1956 по 1986 год[53]
- Ризаутдин Басыров — с 1964 по 1987 год[54]
- Равиль Гайнутдин с 1987 года[55]
- Раис Билял с 1991 года[56]
- Ильдар Аляутдинов с 2003 года[57]
- Ислам Зарипов с 2006 года[58]

## Галерея

Церемония открытия
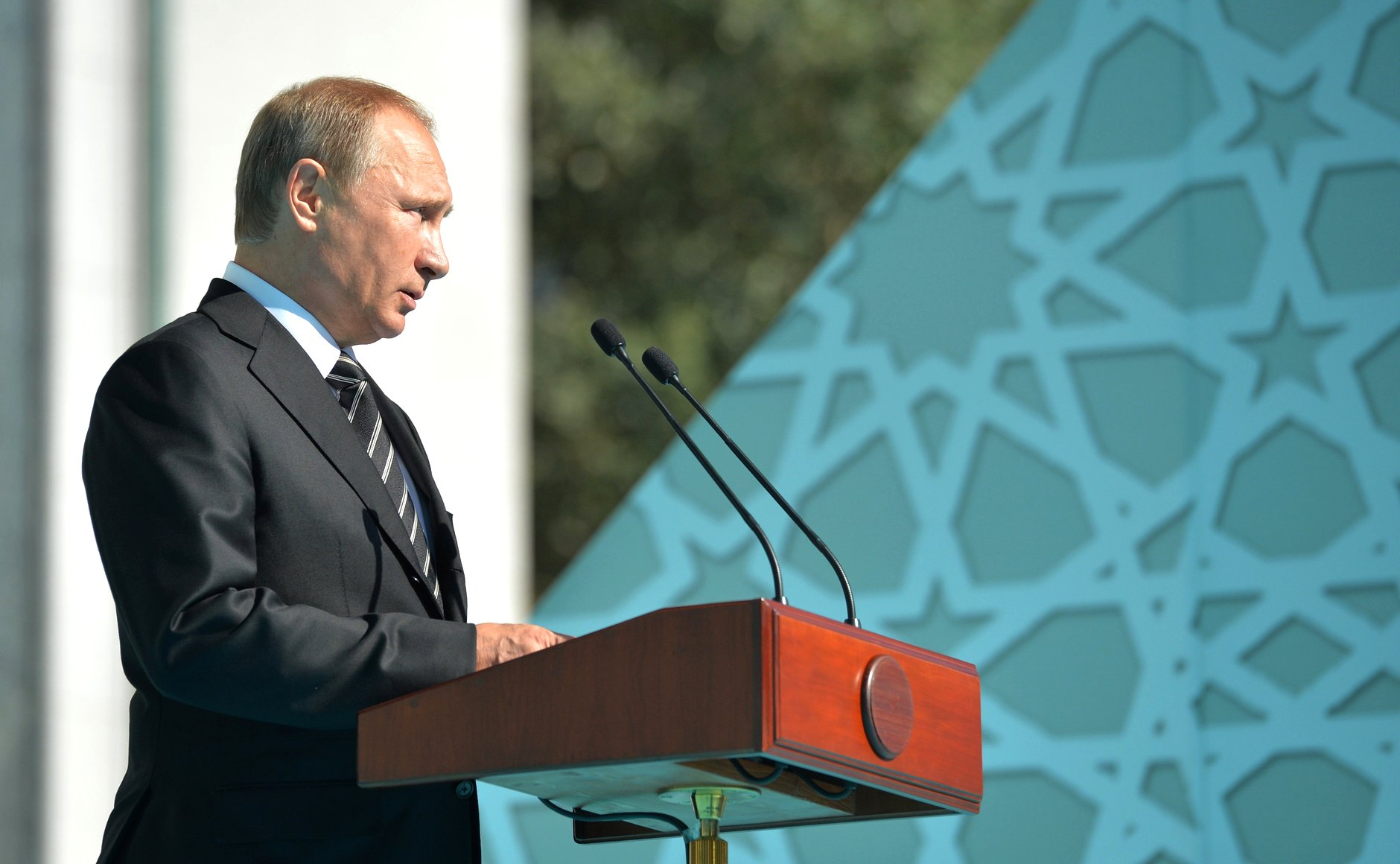
Владимир Путин на открытии мечети, 2015 год
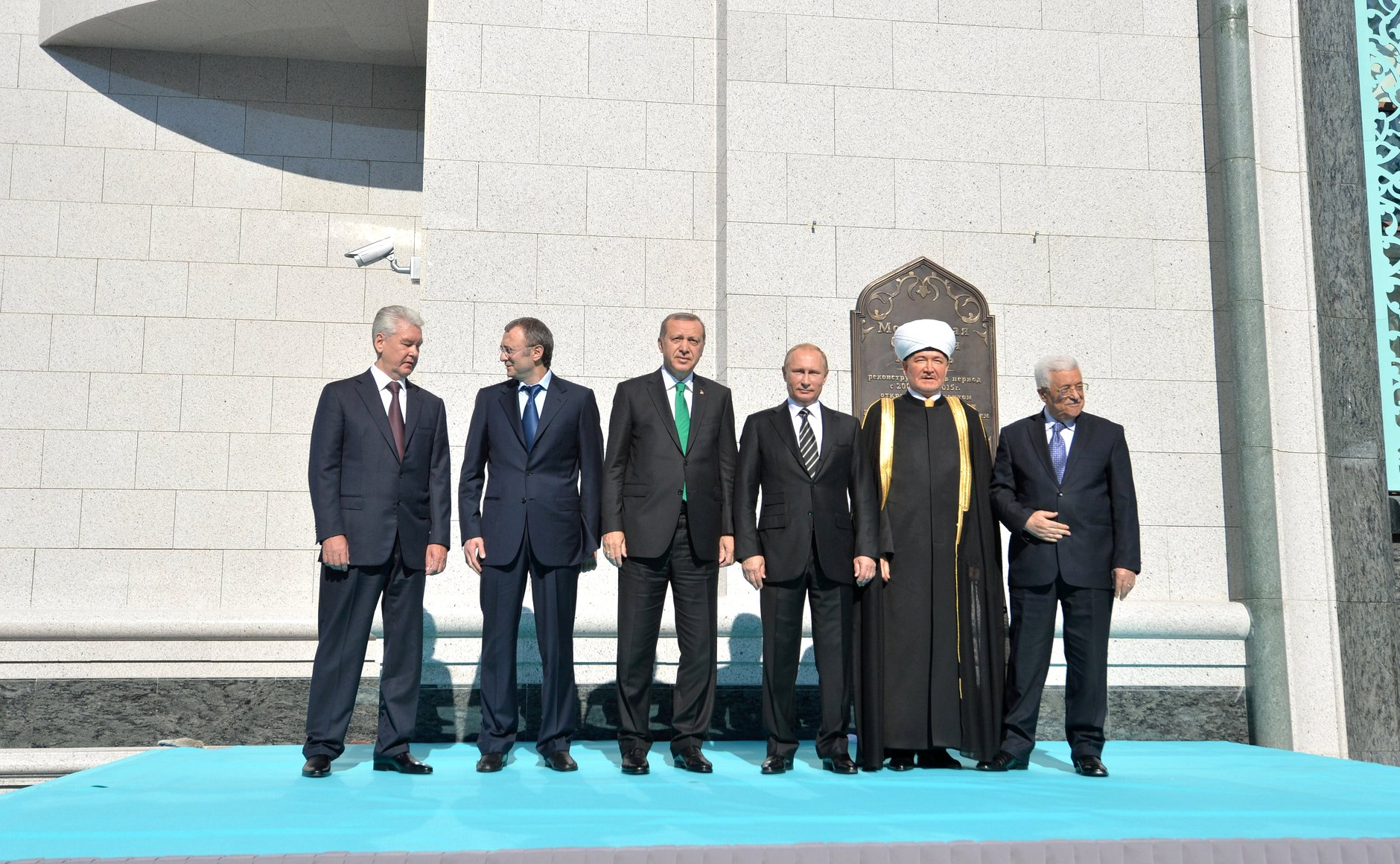
На открытии Московской соборной мечети после реконструкции, 2015 год
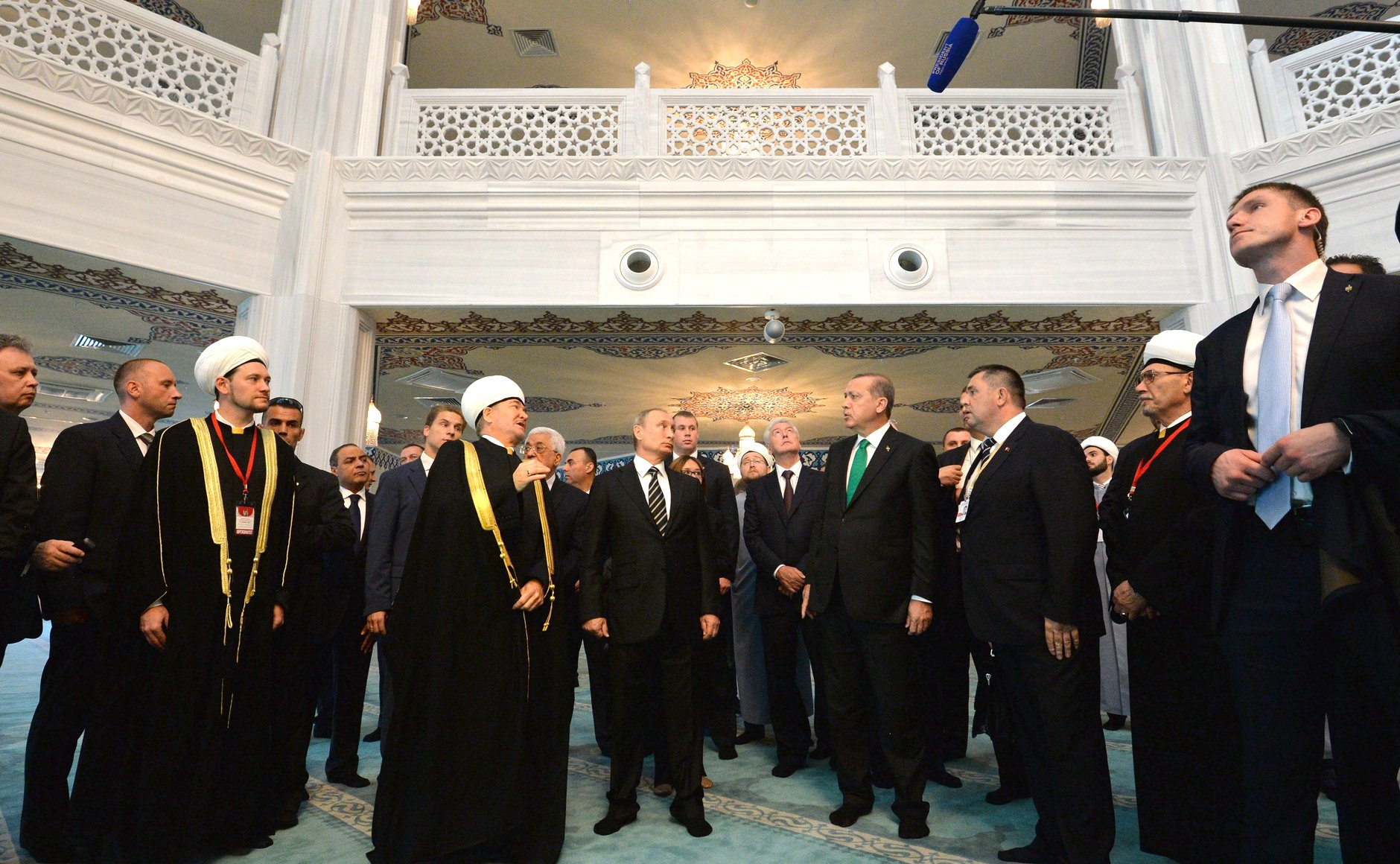
В ходе осмотра мечети, 2015 год
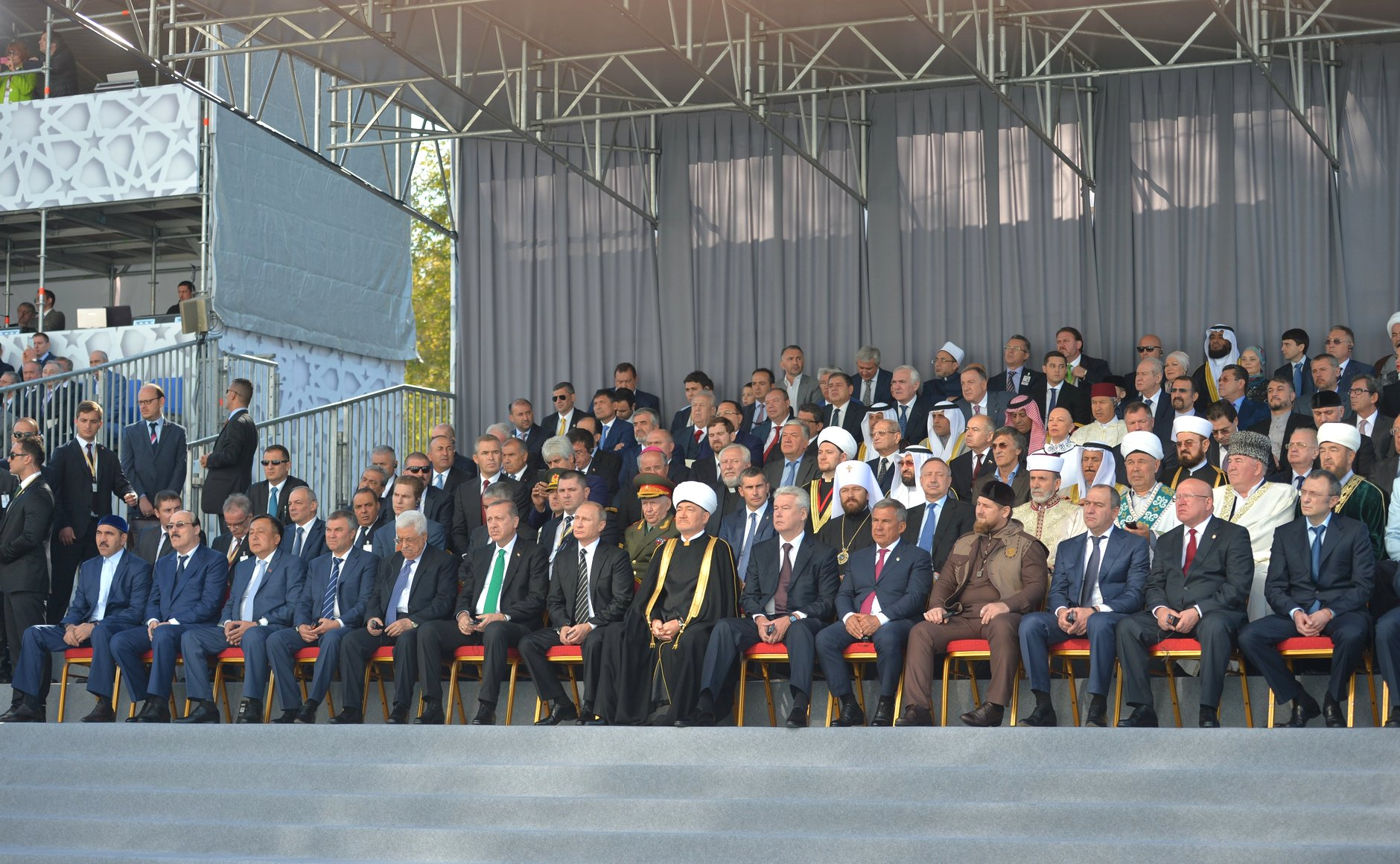
Открытие мечети, 2015 год